# Shamli
Shamli és una ciutat i municipalitat del districte de Muzaffarnagar (Uttar Pradesh), capital del tehsil del mateix nom.
Constava al cens de 2001 amb una població de 89.861 habitants. El 1901 tenia 7.478 habitants. Fou coneguda originalment com a Muhammadpur Zanardar, i fou part de les terres concedides a Mukarrab Khan, el metge de Jahangir i Shah Jahan. La ciutat fou reconstruïda més tard per un seguidor de Mukarrab Khan de nom Shyam. El 1794 fou residència d'un comandant maratha que fou sospitós de pactar amb els sikhs; el maratha Lakwa Dada va enviar contra la ciutat a George Thomas que la va conquerir per assalt i va matar el comandant i els seus principals partidaris. El 1804 el coronel Burn va quedar rodejat prop d'aquesta ciutat per una força superior maratha ajudada per la població local, però fou salvat per l'oportuna arribada de Lord Gerard Lake. Durant el motí, el tahsildar de Shamli va resistir valentament contra els rebels i va mantenir obertes les comunicacions més de tres mesos però finalment fou derrotat i mort pels shaikhzades de Thana Bhawan el setembre de 1857. Va arribar a ser municipalitat, però delmada per una epidèmia de febre va perdre habitants i va esdevenir ciutat de segon nivell i la capital del tahsil traspassada a Kairana. Va tardar molt de temps a recuperar la condició de capital de tahsil.